# Fassinaïta
La fassinaïta és un mineral de la classe dels òxids. Rep el nom de Bruno Fassina (n. 1943), col·leccionista de minerals italià, qui va descobrir el mineral.

## Característiques
La fassinaïta és un òxid de fórmula química Pb₂(S₂O₃)(CO₃). Va ser aprovada com a espècie vàlida per l'Associació Mineralògica Internacional l'any 2011, sent publicada per primera vegada el mateix any. Cristal·litza en el sistema ortoròmbic. La seva duresa a l'escala de Mohs oscil·la entre 1,5 i 2. Visualment pot ser similar a una anglesita allargada.

## Formació i jaciments
Va ser descoberta a Itàlia, concretament a la mina Trentini, que es troba al Monte Naro, a Torrebelvicino (Província de Vicenza, Vèneto). També ha estat descrita en una altra mina italiana propera, així com a Espanya, Àustria, Alemanya, Noruega, Escòcia i els Estats Units.
Als territoris de parla catalana ha estat descrita per primera vegada a la mina «Iris 18» d'Escornalbou, a Riudecanyes (Baix Camp, Tarragona).